# Sacramenia (kommunhuvudort)
Sacramenia är en kommunhuvudort i Spanien.   Den ligger i provinsen Provincia de Segovia och regionen Kastilien och Leon, i den centrala delen av landet, 120 km norr om huvudstaden Madrid. Sacramenia ligger 834 meter över havet och antalet invånare är 540.
Terrängen runt Sacramenia är huvudsakligen platt, men söderut är den kuperad. Sacramenia ligger nere i en dal. Runt Sacramenia är det mycket glesbefolkat, med 4 invånare per kvadratkilometer. Närmaste större samhälle är Peñafiel, 17,4 km nordväst om Sacramenia. Trakten runt Sacramenia består till största delen av jordbruksmark.